# 263 Dywizja Piechoty (III Rzesza)
263 Dywizja Piechoty (niem. 263. Infanterie-Division) – niemiecka dywizja z czasów II wojny światowej, sformowana w Idar–Oberstein na mocy rozkazu z 26 sierpnia 1939 roku, w 4. fali mobilizacyjnej w XII Okręgu Wojskowym.

## Struktura organizacyjna
- Struktura organizacyjna w sierpniu 1939 roku:

463., 483. i 485. pułk piechoty, 263. pułk artylerii, 263. batalion pionierów, 263. oddział rozpoznawczy, 263. oddział przeciwpancerny, 263. oddział łączności, 263. polowy batalion zapasowy;
- Struktura organizacyjna w październiku 1943 roku:

463. i 485. pułk grenadierów, 263. pułk artylerii, 263. batalion pionierów, 263. batalion fizylierów, 263. oddział przeciwpancerny, 263. oddział łączności, 263. polowy batalion zapasowy;
- Struktura organizacyjna w maju 1944 roku:

463., 483. i 485. pułk grenadierów, 263. pułk artylerii, 263. batalion pionierów, 263. batalion fizylierów, 263. oddział przeciwpancerny, 263. oddział łączności, 263. polowy batalion zapasowy;
- Struktura organizacyjna w październiku 1944 roku:

463. i 485. pułk grenadierów, sztab 483. pułku grenadierów, 263. pułk artylerii, 263. batalion pionierów, 263. batalion fizylierów, 263. oddział przeciwpancerny, 263. oddział łączności, 263. polowy batalion zapasowy;

## Dowódcy dywizji
- Generał porucznik  Franz Karl sierpień 1939 – 14 listopada 1940;
- Generał porucznik  Ernst Häckel 14 listopada 1940 – 24 kwietnia 1942;
- Generał porucznik  Hans Traut 24 kwietnia 1942 – 1 kwietnia 1943;
- Generał porucznik  Werner Richter 1 kwietnia 1943 – 21 maja 1944;
- Generał major Rudolf Sieckenius 21 maja 1944 – 2 czerwca 1944;
- Generał porucznik  Alfred Hemmann 3 czerwca 1944 –
- Generał major Rudolf Sieckenius  - 28 kwietnia 1945;
- Generał porucznik  Ernst Riße 28 kwietnia 1945 – 8 maja 1945;